# The Hands Resist Him
«The Hands Resist Him» (с англ. — «Руки противятся ему») — картина, написанная в 1972 году американским художником Биллом Стоунхемом (англ. Bill Stoneham) из Окленда, штат Калифорния.
На ней изображены мальчик и кукла-девочка, стоящие на фоне стеклянной двери, к которой с другой стороны прижаты несколько маленьких рук.
С картиной связана популярная легенда. Согласно ей, люди, смотрящие на изображение, начинают плохо себя чувствовать, а в их домах происходят странные вещи.

## История

### Написание картины
По словам автора, на картине изображен он сам в пятилетнем возрасте, дверь разделяет реальный мир и мир снов, а кукла — проводник, который проведет мальчика через мир снов. Руки представляют альтернативные жизни или возможности.
Впервые картина была показана владельцу и искусствоведу Los Angeles Times. Затем она была приобретена актёром Джоном Марли.

### Влияние на людей
Согласно информации на eBay, через некоторое время после покупки картину обнаружили на свалке среди груды мусора. Семья, нашедшая её, принесла полотно домой, и уже в первую ночь маленькая четырёхлетняя дочка прибежала в спальню родителей с криками, что «дети на картине дерутся». На следующую ночь — что «дети на картине были за дверью». В следующую ночь отец поставил в комнате с картиной видеокамеру, реагирующую на движение. Видеокамера срабатывала несколько раз, но зафиксировать какую-либо активность не удалось.

### Продажа на eBay
Картина стала известной городской легендой и интернет-мемом в феврале 2000 года, когда она была выставлена на продажу на аукционе eBay с предысторией, рассказывающей, что картина — «с привидениями» (англ. haunted).
Полотно было продано за 1025 долларов, при том что начальная цена составляла всего 199 долларов. Страницу с картиной посетили свыше 30,000 раз, но в основном лишь ради интереса. Покупателем стал Ким Смит, проживавший в маленьком городке недалеко от Чикаго, штат Иллинойс. Он как раз подыскивал что-нибудь на просторах Интернета для своей только что отремонтированной художественной галереи. Наткнувшись на картину, он подумал, что её нарисовали в сороковые годы и что она станет прекрасным экспонатом.

### Дальнейшая судьба
На адрес Смита начали приходить письма. Многие из них, как и раньше, содержали рассказы об ухудшившемся после просмотра картины самочувствии. Были и такие, в которых говорилось о зле, исходившем от неё. В некоторых посланиях содержались требования сжечь полотно. Владельцу даже предложили услуги Эд и Лоррэйн Уоррены, известные тем, что изгоняли демонов из Амитивилльского дома в 1979 году. Некоторые люди вспоминали известное убийство Сатилло в лесных холмах Калифорнии. По словам этих людей, призраки двух детей часто появляются в доме на холмах. Экстрасенсы утверждали: «Мы видели мальчика. Он носил легкую футболку и шорты. Его сестра была всегда в тени. Он, казалось, защищал её. Их звали Томом и Лаурой, и они как две капли похожи на детей, изображенных на картине».
Позднее Биллом Стоунхемом была создана парная к The Hands Resist Him картина — Resistance at the Threshold («Сопротивление на пороге», 2004 год), завершается трилогия картиной 2012 года Threshold of Revelation («Порог откровений»).